# سیب‌ستان
سیبستان (به تاتی: سیوِستان)
روستایی از توابع بخش چندار شهرستان ساوجبلاغ در استان البرز ایران است که در ارتفاع ۲۱۵۰ متری از سطح دریا قرار دارد. زبان مردم این روستا تاتی می‌باشد. نام رسمی روستا سیبستان می‌باشد ولی از آنجایی که در زبان تاتی سیف یا سیو همان سیب است، مردم بومی به روستایشان سیوِستان می‌گویند.

## جمعیت
این روستا در دهستان چندار قرار دارد و براساس سرشماری مرکز آمار ایران در سال ۱۳۸۵، جمعیت آن ۱۷۹ نفر (۴۷خانوار) بوده‌است..